# Pascual Ruotta
Pascual Ruotta – piłkarz urugwajski noszący przydomek El Tano, pomocnik.
Jako piłkarz klubu CA Peñarol wziął udział w turnieju Copa América 1920, gdzie Urugwaj zdobył mistrzostwo Ameryki Południowej. Ruotta zagrał we wszystkich trzech meczach - z Argentyną, Brazylią i Chile.
Ruotta trzykrotnie zdobył tytuł mistrza Urugwaju - w 1918, 1921 i 1928 roku.
Od 18 lipca 1919 do 14 lipca 1927 rozegrał w barwach Urugwaju 13 meczów i zdobył 2 bramki.